# Фере
Вижте пояснителната страница за други значения на Фере.
Фере или Трапезица (на гръцки: Φέρες, Ферес, катаревуса: Φέραι, Фере, на турски: Ferecik, Фереджик) е малък град в Беломорска Тракия, понастоящем в североизточна Гърция., част от дем Дедеагач (Александруполи) в област Източна Македония и Тракия. Градът е разположен на 2 километра западно от река Марица (Еврос) и има население от 9839 души.

## История
В XIX век Фере е село с преобладаващо българско население във Ференската кааза на Одринския вилает на Османската империя. Според „Етнография на вилаетите Адрианопол, Монастир и Салоника“, издадена в Константинопол в 1878 година и отразяваща статистиката на населението от 1873 година, Фере (Fere) има 140 домакинства и 525 българи и 185 гърци.
В 1904 година председател на българската община в града е свещеник Иван Кръстев.
Към 1912 година според Любомир Милетич („Разорението на тракийските българи“) населението на града се състои от 785 турски къщи, 45 български екзархийски, 40 български патриаршистки и 25 гръцки.
На 5 ноември 1912 Сборната конна бригада на полковник Танев подсилена с 2-ра бригада на Македоно-одринското опълчение освобождават Фере. От освобождението в 1912 до 27 ноември 1919 е в границите на България. През 1914 година градът е преименуван на Трапезица Само за година след като Беломорието става част от България до средата на ноември 1914 г. български инженерни бригади изработват първия регулационен план и прилагат върху терена уличната и дворната регулация на селото.
С Ньойския договор е към Междусъюзническа Тракия, която на 28 май 1920 е предадена на Гърция. Запазени са сведения за революционното движение в Тракия от 16 март 1923 г. относно разрушаване на жп инфраструктура и кръвопролитно сражение в района между българскиа чета и гръцка редовна войска.
От април 1941 до ноември 1944 г. гръцкото управление е прекратено и градът е в буферната зона на Беломорието между България и Турция.

## Личности
Родени във Фере
- Ангел Трандави или Трандафилов, български опълченец, на 8 май 1877 година, зачислен в I дружина на Българското опълчение[7]
- Христо Лазаров полковник, летец.[8]
- Божидар Божиков (1900 – 1991), български просветен деец[9]
- Панайот Лазаров (1883 – ?), български революционер

Починали във Фере
- Яни Караманов, български революционер

## Побратимени градове
- Нова Загора, България
- Етрополе, България